# Gotländsk alvarsnäcka
Gotländsk alvarsnäcka (Trochoidea geyeri) är en snäckart som först beskrevs av Soos 1926.  Gotländsk alvarsnäcka ingår i släktet Trochoidea, och familjen storsnäckor. Arten är reproducerande i Sverige.

## Bildgalleri

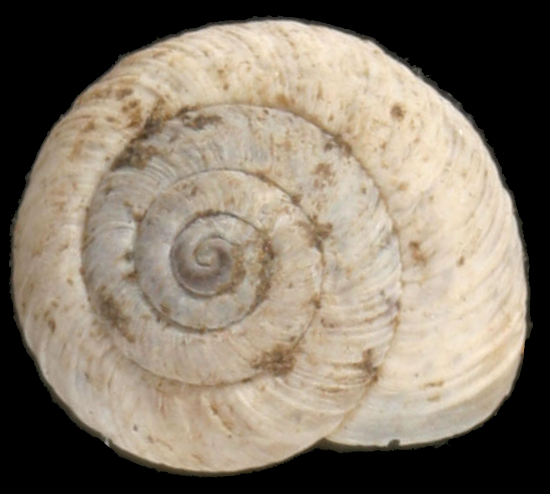
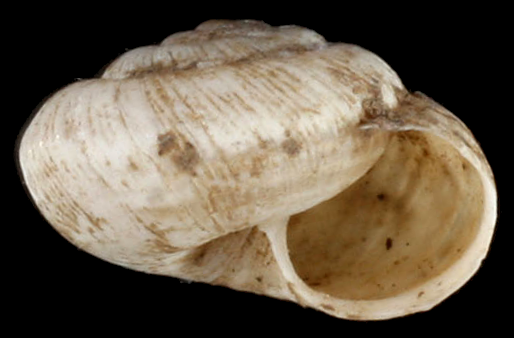
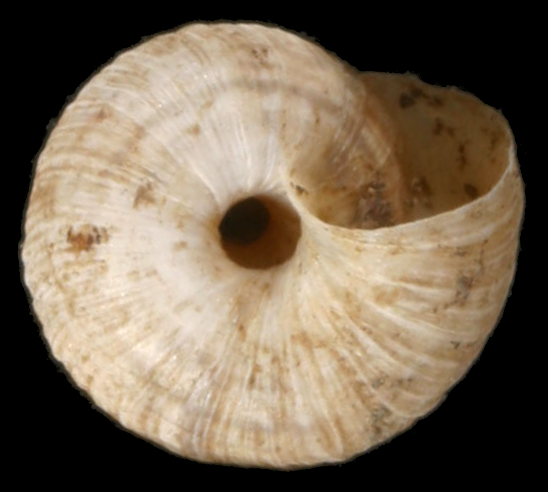